# Les Innocents (film 1987)
Les innocents è un film del 1987 diretto da André Téchiné.

## Riconoscimenti
- Premi César 1988
  - Migliore attore non protagonista (Jean-Claude Brialy)